# Мајк Блер
Мајк Блер (енгл. Mike Blair; 20. април 1981) је професионални шкотски рагбиста који тренутно игра за рагби јунион тим Глазгов вориорси у лиги Про 12. Блер је један од најбољих демија на свету.

## Биографија
Висок 180 цм, тежак 85 кг, Блер игра на позицији број 9 - деми (енгл. Scrum half). У каријери је пре Глазгова играо за Единбург рагби, Брив (рагби јунион) и Њукасл Фалконс. За шкотску репрезентацију је одиграо 85 тест мечева и постигао 7 есеја.